# N'oublie jamais
N'oublie jamais (Vergeet nooit) is een single van Frédéric François. Het is afkomstig van zijn album Tant que je vivrai. François heeft in Nederland geen enkele hit gehad, in België haalde hij vier keer een bescheiden notering in de VRT Top 30. Daarbij valt op dat zijn hits in België (N'oublie jamais, Baby dollar, Maintenant que tu es loin de moi en Chicago) niet voorkomen op de lijst van zijn grootste successen in Frankrijk op zijn grootste succes Chicago na.

## Hitnotering

### BelgischeBRT Top 30
| Hitnotering: 4-5-1974 t/m 10-5-1974 | Hitnotering: 4-5-1974 t/m 10-5-1974 | Hitnotering: 4-5-1974 t/m 10-5-1974 |
| Week:                               | 1                                   |                                     |
| ----------------------------------- | ----------------------------------- | ----------------------------------- |
| Positie:                            | 24                                  | uit                                 |